# Istanbul Sea Life Aquarium
Istanbul Sea Life Aquarium (do roku 2013 známé též pod názvem TurkuaZoo) je veřejné akvárium nacházející se v areálu nákupního střediska Forum AVM v Istanbulském městském obvodu Bayrampaşa v Turecku. Akvárium bylo v roce 2009 otevřeno firmou Global Aquariums BV, v roce 2013 však došlo k prodeji a novým majitelem se stala společnost Merlin Entertainments. Istanbul Sea Life Aquarium je prvním veřejným akváriem Turecka a jedním z největších akvárií v Evropě.
Na více než 8 000 m² a ve 43 různých expozicích se nachází na 10 000 mořských živočichů včetně žraloků, mant, chobotnic a piraní. Pod akváriem se nachází 80metrový tunel, odkud může návštěvník pozorovat mořský život, jako kdyby stál na mořském dně.
Istanbul Sea Life Aquarium slouží také jako centrum mořského výzkumu a ochrany.

## Aktivity
- Denní aktivity (krmení ryb, krmení žraloků, potápěčská show, barvení obličeje pro děti)
- Potápění se žraloky (není potřeba být certifikovaným potápěčem, nutnost rezervace předem)
- Přespání se žraloky (pouze pro skupiny min 50 dětí, věk 7-12 let, nutnost rezervace předem)
- Oslavy narozenin
- Výstavy (podvodní fotografie, žraločí čelisti, mozaiky mořských živočichů, výstava odpadků z moře)